# FMかほく

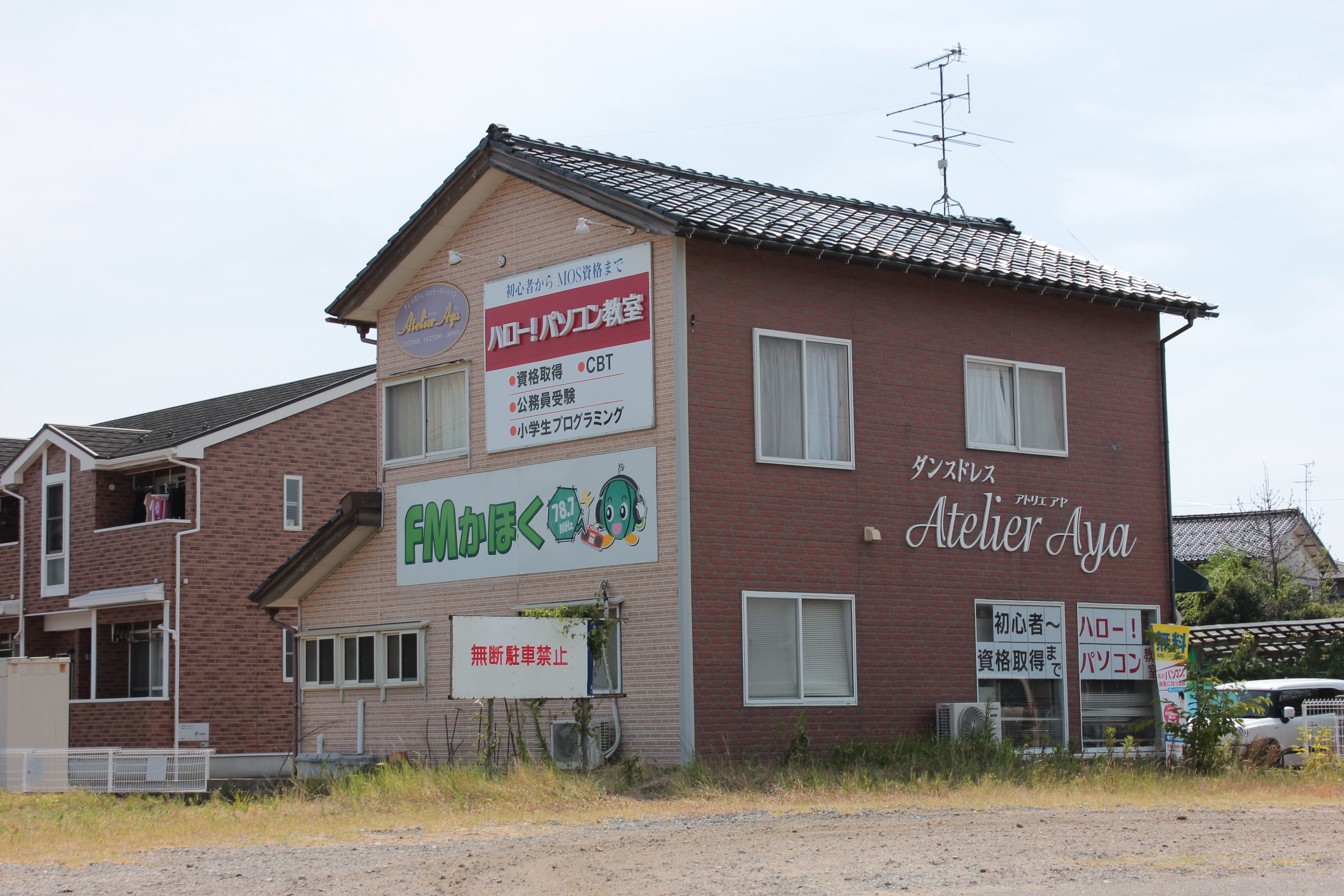
FMかほくの局舎

特定非営利活動法人FMかほく（エフエムかほく）は、石川県かほく市、河北郡津幡町の各一部地域および内灘町を放送区域として超短波放送（FM放送）を行っている特定地上基幹放送事業者。石川県内では唯一株式会社による運営ではなく、特定非営利活動法人（NPO法人）による運営のラジオ局（コミュニティ放送）である。愛称はFMかほく。

## 概要
石川県ではラジオななお以来、約12年ぶり5局目のコミュニティ放送局である。2008年（平成20年）7月21日に本放送開始し開局した。
コールサインはJOZZ5AM-FM、周波数は78.7MHz、送信所は内灘町風力発電所に設置。

## 番組編成
2024年現在、毎時00分・30分より「地域応援番組」と称した地元在住者がパーソナリティとなった番組を24分間放送し、1分間のCMを挟み、その後4分番組（ミニ番組）を放送し1分間のCMを放送。これを30分ごとに繰り返すことが基本となるユニークな放送形態である。
なお、開局当時、空いた時間にはその再放送・外部製作番組および音楽放送で構成し、J-WAVEやミュージックバードなど衛星ラジオ番組の放送をしたこともある。
ミニ番組では天気予報（FMかほくお天気情報）、消防本部（かほく市・津幡町・内灘町）や津幡警察署からの広報も放送。なお、朝日新聞社が配信する音声配信ニュース『朝日新聞 アルキキ』（朝日新聞によるニュース）が放送されていたが、2020年に放送を終了している。
原則24時間放送で、生放送番組は祝祭日・お盆期間・年末年始は休止となる。

## 主な番組
現在の番組の詳細は、公式サイトの番組表を参照。なお、平日の生放送の番組は祝日、ならびにゴールデンウィーク・お盆（山の日を含む8月の旧盆）・年末年始は休止となる。

### 現在放送中の番組

#### オンラインジュークボックス（2024年5月から新設）
定時放送終了後〜翌朝の放送開始まで ※開始時間は月ごとに変更あり。
各25分、55分防災・お天気情報が放送される。楽曲は、厳選のインディーズ曲を、リスナーの手で選曲・オンエアする。
インディーズ曲の提供者およびFMかほく 相互に無料で放送している。

#### 月曜日 - 金曜日
地域応援番組（基本的に生放送・一部録音放送あり）
- 6:30 - 21:00の各定時

　※各番組がお休みの場合は、前回の放送を再放送する。
なるほどインタビュー
- 月、木、金曜日：17:00 - 17:24（生放送）、20:00 - 20:24（再放送）など

なお、2023年8月から週末の「なるほどインタビュー」の再放送は取り止めると、公式ホームページより発表。
新聞の拾い読みコーナーでは、北國新聞、北陸中日新聞に掲載されている、FMかほく放送エリア内のニュースをピックアップしている。
オンデマンド番組
・平日21時 - 
JASRAC等の管理楽曲を使用しない時間帯により、運用の自由度を高め、写真またはイラスト・画像で番組・パーソナリティを紹介。
なお、この時間帯に限り、独自の終了後配信も番組表のリンク先で開始。
2025年2月4日からは、日中のランダム再放送を開始。

#### 土曜日・日曜日
- 原則として平日の生放送番組などを再放送。

#### 4分間番組
津幡町・内灘町消防本部、県警からのお知らせ
- 各署から防火運動などのお知らせを放送。

天気・防災・防犯
毎時25分より、お天気情報、火事、地震、行方不明、獣の出没、詐欺、不審者などを発表している。
内灘町潮騒だより

### 過去に放送された番組
アフターコロナ・ウイズコロナ（コロナ関連情報期間限定番組）
サンセットクルージング（なるほどインタビューの前身番組）
朝生ヒットスタジオ（2009年6月番組表より）
SOMETHING FOR YOU

## 主なパーソナリティ
2023年時点。
- 近藤和也

## インターネット配信
2010年（平成22年）6月1日からインターネットラジオでの配信を開始。SimulRadio（えふえむ・エヌ・ワンで実施）やJCBAインターネットサイマルラジオ（ラジオかなざわ・ラジオこまつ・ラジオななおで実施）での配信ではなく、FMかほく独自での配信を実施。
2011年（平成23年）からは、新たにUstreamとStickam JAPAN!（2019年時点で両方とも配信を終了している）、スマートフォン向けの配信を開始した。2021年1月からはYouTubeで一部の番組のネット配信を開始した。
2024年（令和6年）6月1日からは、インターネットラジオでの配信に加え、独自での放送終了後次回放送までのオンデマンド配信を開始予定。（Radikoとは似ているが、こちらでは当ホームページ上の番組表よりリンクを飛ぶことができるため無料である。）

### 現在
パソコン・スマートフォン共通
- YouTube

パソコンのみ
- 特定のウェブサイトでWindows Media PlayerやiTunesを利用して聞く。

スマートフォン用アプリ
- TuneIn Radio
- Radio Light HQ（iPhoneのみ）
- シンプルラジオ
- XiiaLive Lite-Online Radio（Androidのみ）

### 過去
パソコン向け
- SHOUTcast Radio（緊急時は津幡町の緊急放送を配信）
- Ustream（緊急時は津幡町の緊急放送を配信）
- Stickam JAPAN!（緊急放送の配信なし）

スマートフォン用アプリ
- SHOUTcast Radio（iPhone）

## 地域密着型
FMかほくでは提携しているスーパーマーケットや施設などに、それらのクーポンとラジオへのメッセージ用紙がついた『かほくマガジン』を設置。ラックの最下部には応募BOXがある。
パーソナリティも一部番組を除いてすべてかほくエリア出身である。ただし、FMかほくは特定非営利活動法人であるためパーソナリティは「ボランティアパーソナリティ」と称される。なお、ボランティアパーソナリティについては常時募集している。

## その他
FMかほくの番組表は、北陸中日新聞（「金沢」面）、北國新聞（ラジオ欄）、読売新聞（北陸支社発行分の「石川」面、コミュニティFMでは石川・富山両県で唯一の掲載局）に掲載されている。北國新聞では2009年（平成21年）4月1日より、えふえむ・エヌ・ワンとともに番組表が掲載されるようになった。
2024年1月に発生した能登半島地震の影響で、機器配線の一部の支障などにより、無音部分が放送されるなど通常放送が出来ない状態にいたが、同年1月5日頃から、一部の放送を除いて通常放送が再開された。